# Scinax tymbamirim
Scinax tymbamirim é uma espécie de anfíbio da família Hylidae. Endêmica do Brasil, pode ser encontrada nas planícies costeiras até elevações de 1.000 metros de altitude nos estado do Rio de Janeiro, São Paulo, Paraná, Santa Catarina e Rio Grande do Sul.